# Le Ninja de Beverly Hills
Pour plus de détails, voir Fiche technique et Distribution.
Le Ninja de Beverly Hills (Beverly Hills Ninja) est un film américain réalisé par Dennis Dugan, sorti en 1997.

## Synopsis
Au Japon, les moines d'un temple ninja décident d'initier aux arts ninjas un bébé blanc trouvé échoué sur une plage à proximité de leur sanctuaire. Trente ans plus tard, le bébé devenu adulte et baptisé Haru est devenu une calamité comme ninja : trop corpulent, aussi incompétent dans les arts martiaux que dans l'art du camouflage ou le maniement des armes, maladroit, gaffeur et pas très malin ; Haru est donc recalé à l’épreuve finale de sa formation là où son frère d'armes Gobei obtient les meilleurs résultats possibles et est accepté par les moines comme ninja. 
Un soir, alors que Haru est seul au temple, une séduisante américaine, Allison Page, se présente au temple. Elle lui explique qu'elle a besoin d'un ninja pour une enquête délicate : elle soupçonne son fiancé, l'industriel Martin Tanley, d'être responsable de la mort de sa sœur et d'être impliqué dans un trafic. Sous le charme de la jeune américaine, Haru accepte de prendre l'avion et de l'accompagner à Beverly Hills pour mener sa propre enquête. Inquiets et sachant que Haru sera incapable de se débrouiller seul, les moines du temple ninja chargent Gobei de suivre Haru jusqu'à Beverly Hills et de l'aider dans son enquête sans que celui-ci ne s'en rende compte. A peine arrivé à Beverly Hills et installé dans un luxueux hôtel, Haru, ne connaissant pas les mœurs américaines, demande à un jeune voiturier, Joey, de l'accompagner dans son enquête pour l'aider à s'adapter. Malheureusement, Haru s'avère encore plus maladroit que prévu et Gobei peine à le remettre à chaque fois dans la bonne direction.

## Fiche technique
- Titre original : Beverly Hills Ninja
- Titre français : Le Ninja de Beverly Hills
- Réalisation : Dennis Dugan
- Scénario : Mark Feldberg et Mitchell Klebanoff
- Musique : George S. Clinton
- Pays d'origine : États-Unis
- Genre : comédie
- Date de sortie : 17 Janvier 1997

## Distribution
- Chris Farley (VF : Marc Saez) : Haru
- Nicollette Sheridan : Allison Page / Sally Jones
- Robin Shou : Gobei
- Nathaniel Parker : Martin Tanley
- Soon-Tek Oh : le Sensei
- Keith Cooke : Nobu
- Chris Rock : Joey Washington
- François Chau : Izumo
- Jason Tobin : Busboy
- Richard Kline : Chauffeur
- John P. Farley : Policier
- Kevin P. Farley : Policier